# Festuca gautieri
Festuca gautieri es una especie de gramíneas de las Poaceae. Es originaria de Europa.

## Descripción
Es una planta herbácea perenne, cespitosa, de aspecto pulvinular semiesférico denso, con hojas algo curvadas y punzantes, verde-amarillentas, cuyas lígulas son redondeadas y ciliadas. Las flores se agrupan en panículas espiciformes densas. Las glumas y las lemas son agudas, estas últimas, carecen de arista y presentan el margen claramente escarioso.

## Distribución y hábitat
Tiene una distribución pluriregional. En España se encuentra en Alicante, Barcelona, Castellón, Gerona, Lérida, Tarragona y Valencia en los prados secos de alta montaña.

## Taxonomía
Festuca gautieri fue descrita por (Hack.) K.Richt. y publicado en Plantae Europeae 1: 105. 1890.
Citología
Número de cromosomas de Festuca gautieri (Fam. Gramineae) y táxones infraespecíficos: n=14
Etimología
Festuca: nombre genérico que deriva del latín y significa tallo o brizna de paja, también el nombre de una mala hierba entre la cebada.
gautieri: epíteto otorgado en honor del botánico francés Marie Clément Gaston Gautier.
Sinonimia
- Festuca gautieri subsp. scoparia (A.Kern. & Hack.) Kerguélen
- Festuca lutea (Hack.) K.Richt.
- Festuca pumila subsp. scoparia (A.Kern. & Hack.) Litard.
- Festuca ramondii Patzke
- Festuca scoparia A.Kern. ex Nyman
- Festuca scoparia subsp. lutea (Hack.) Beldie
- Festuca ursina Hyl.
- Festuca varia var. gautieri Hack.
- Festuca varia var. lutea Hack.
- Festuca varia subsp. scoparia J.Koenig ex Hack.[5][6]